# Vi Chiêu Độ
Vi Chiêu Độ (giản thể: 韦昭度; phồn thể: 韋昭度, ? - 4 tháng 6 năm 895), tên tự Chính Kỉ (正紀), là một quan lại nhà Đường. Ông từng giữ chức Đồng bình chương sự dưới triều đại của Đường Hy Tông và Đường Chiêu Tông. Trong tình trạng quyền lực của hoàng đế bị suy giảm, các quân phiệt Lý Mậu Trinh, Vương Hành Du và Hàn Kiến đã tiến vào kinh sư Trường An, giết chết Vi Chiêu Độ và Lý Hề.

## Thân thế
Ông là người Kinh Triệu. Tổ phụ Vi Thụ (韋綬) và cha Vi Bang (韋逄) của ông không được ghi chép mang chức quan nào. Vi Chiêu Độ thi đỗ Tiến sĩ vào năm 867, dưới triều đại của Đường Ý Tông, và sau đó làm quan trong triều.

## Thời Đường Hy Tông
Vào giữa những năm Càn Phù (874-879) thời Đường Hy Tông, Vi Chiêu Độ liên tục được thăng chức — Thượng thư lang, Tri chế cáo, chính thức bái quan với chức Trung thư xá nhân. Khi Đường Hy Tông chạy khỏi Trường An vào đầu năm 881 để tránh loạn Hoàng Sào, Vi Chiêu Độ đã theo Đường Hy Tông đến Thành Đô, tại Thành Đô ông được bổ nhiệm giữ chức Binh bộ thị lang và Hàn lâm học sĩ thừa chỉ'.
Vào mùa thu năm 881, ông được bổ nhiệm làm Đồng bình chương sự, làm tể tướng trên thực tế. Theo ghi chép thì ông được trao chức vụ cao cấp này do có quan hệ với Tả Thần Sách trung úy Điền Lệnh Tư- hoạn quan khống chế triều đình Đường, mối quan hệ được thiết lập thông qua hòa thượng Thích Triệt (釋澈). Đến năm 886, khi các quân phiệt Vương Trọng Vinh, Lý Khắc Dụng, Chu Mai, và Lý Xương Phù nổi dậy chống lại Điền Lệnh Tư và yêu cầu Điền Lệnh Tư phải chết, họ cũng yêu cầu điều tương tự với Vi Chiêu Độ, song họ không có các hành động tiếp theo, và Vi Chiêu Độ vẫn giữ được chức vị.
Sau đó, khi các cấm binh chiến đấu với Lý Xương Phù, Vi Chiêu Độ đã để các thành viên trong gia tộc ở lại trong trại lính để thể hiện sự tin tưởng rằng các binh lính triều đình có khả năng đánh bại Lý Xương Phù, theo ghi chép thì các binh sĩ được khích lệ phần nào từ hành động này. Sau đó, cấm binh do Lý Mậu Trinh chỉ huy chiến thắng trước Lý Xương Phù, Đường Hi Tông ban cho Vi Chiêu Độ chức Thái bảo, Thị trung. Sau khi Đường Hy Tông trở về Trường An, Hoàng đế cho Vi Chiêu Độ giữ chức Trung thư lệnh.

## Thời Đường Chiêu Tông
Đường Hy Tông qua đời một thời gian ngắn sau khi trở về Trường An vào mùa xuân năm 888, kế vị là hoàng đệ Đường Chiêu Tông. Trong thời gian Đường Chiêu Tông để tang hoàng huynh, Vi Chiêu Độ là người nhiếp chính. Ông cũng được tấn phong tước hiệu "Kì quốc công".

### Tiến công Tây Xuyên
Ngay sau đó, Đường Chiêu Tông nhận được tấu chương của Cố Ngạn Lãng và Vương Kiến xin triều đình thảo phạt Tây Xuyên tiết độ sứ Trần Kính Tuyên. Do có thù oán với huynh của Trần Kính Tuyên là hoạn quan Điền Lệnh Tư, Đường Chiêu Tông triệu Trần Kính Tuyên về kinh sư giữ chức 'long vũ thống quân', cho Vi Chiêu Độ đến Đông Xuyên giữ chức tiết độ sứ song vẫn được giữ lại chức Trung thư lệnh. Sau khi Trần Kính Tuyên từ chối tuân chỉ, Đường Chiêu Tông tước hết chức tước của Trần Kính Tuyên, và bổ nhiệm Vi Chiêu Độ là Hành doanh chiêu thảo sứ, cùng các tiết độ sứ Cố Ngạn Lãng, Vương Kiến và Dương Thủ Lượng tiến công Tây Xuyên. Sau đó, Vi Chiêu Độ bao vây Thành Đô.
Tuy nhiên, vào năm 891, mặc dù Thành Đô đã lâm vào tình thế nguy cấp, phải chịu một nạn đói khủng khiếp, song Vi Chiêu Độ vẫn không thể chiếm được thành. Do triều đình mới thất bại trong cuộc chiến với Lý Khắc Dụng, cạn nguồn tài vật cho chiến dịch chống Trần Kính Tuyên. Do đó, vào mùa xuân năm 891, Đường Chiêu Tông hạ chỉ khôi phục quan tước cho Trần Kính Tuyên, các tiết độ sứ trở về quân của mình. Tuy nhiên, Vương Kiến không muốn từ bỏ chiến dịch chống Trần Kính Tuyên, và thoạt đầu cố gắng thuyết phục Vi Chiêu Độ tiếp tục vây thành, song sau đó quay sang buộc Vi Chiêu Độ phải về Trường An để có thể tự mình tiến hành chiến dịch. Vương Kiến kích động các thuộc hạ của Cố Ngạn Lãng sát hại thân lại của Vi Chiêu Độ là Lạc Bảo (駱保) với lý do Lạc Bảo tham ô, mục đích là để đe dọa Vi Chiêu Độ. Vi Chiêu Độ lo sợ, xưng bệnh và giao lại quyền chỉ huy cho Vương Kiến, bản thân trở về Trường An. Sau trở về Trường An, ông được phái đi trấn thủ đông đô Lạc Dương, không còn là đại pháp quan.

### Lại làm quan tại Trường An
Năm 893, sau khi triều đình chiến bại trước liên quân Lý Mậu Trinh và Vương Hành Du, Đường Chiêu Tông buộc phải lệnh cho tể tướng Đỗ Nhượng Năng tự sát. Sau đó, Hoàng đế triệu Vi Chiêu Độ nhập triều giữ chức Tư đồ, Môn hạ thị lang, và Đồng bình chương sự. Cũng trong năm đó, khi Vương Hành Du yêu cầu trao chức Thượng thư lệnh, Vi Chiêu Độ bí mật phản đối, ông chỉ ra rằng không ai nắm giữ chức này kể từ khi Đường Thái Tông giữ nó trong triều đại của phụ hoàng Đường Cao Tổ — và ngay cả đại tướng Quách Tử Nghi cũng không dám nhận nó. Theo ý của Vi Chiêu Độ, Đường Chiêu Tông ban cho Vương Hành Du tước hiệu Thượng phụ, cũng như Thiết khoán (鐵券)- khế ước miễn tử.

### Qua đời
Tuy nhiên, Vương Hành Du không bớt giận, đặc biệt là khi Thôi Chiêu Vĩ báo tin rằng Vi Chiêu Độ là người phản đối ban tước Thượng thư lệnh. Vào mùa xuân năm 895, Vương Hành Du và Lý Mậu Trinh trình tấu buộc tội Vi Chiêu Độ bất tài và cáo buộc Lý Hề hiểm ác. Đường Chiêu Tông buộc phải bãi chức Lý Hề, song điều này vẫn không xoa dịu được Vương Hành Du và Lý Mậu Trinh. Vi Chiêu Độ lo sợ và thỉnh cầu được thối hưu, vì thế được ban chức Thái phó (đồng nghĩa với thối hưu). Tuy thế, vào mùa hè năm 895, Lý Mậu Trinh, Vương hành Du cùng Hàn Kiến tiến quân đến Trường An và yêu cầu Lý Hề và Vi Chiêu Độ phải chết. Đường Chiêu Tông ban đầu không chấp thuận, song Vương Hành Du vẫn tự ý bắt giữ rồi hành quyết Vi Chiêu Độ và Lý Hề. Sau khi Vương Hành Du chiến bại và tử chiến trước Lý Khắc Dụng, Đường Chiêu Tông truy phục quan tước của Vi Chiêu Độ, cho phép gia đình thu táng, phong là Thái úy.